# 沃爾多鎮區 (伊利諾伊州利文斯頓縣)
沃爾多鎮區（英語：Waldo Township）是位於美國伊利諾伊州利文斯頓縣的一個行政鎮區。

## 地方資料
根據2010年美國人口普查的數據，沃爾多鎮區的面積為94.40平方千米，當中陸地面積為94.40平方千米，而水域面積為0.00平方千米。當地共有人口244人，而人口密度為每平方千米2.58人。